# Griff Rhys Jones
Griffith "Griff" Rhys Jones, född 16 november 1953 i Cardiff, är en brittisk (walesisk) komiker, författare och skådespelare. 
Han fick sitt nationella genombrott på 1980-talet när han spelade tillsammans med Mel Smith i ett antal komedisketcher i brittisk TV, bland annat i Inte Aktuellt.

## Filmografi i urval
- 1979–1982 – Inte Aktuellt (TV-serie)
- 1984–1998 – Alas Smith and Jones (TV-serie)
- 1984 – Hemma värst (TV-serie)
- 1985 – Morons from Outer Space
- 1989 – Wilt